# Starsjyna
Starsjyna (Oekraïens: Старшина, geromaniseerd: Starshyna; Russisch: Старшина, geromaniseerd: Starshyna) is een hoge onderofficierenrang of aanduiding in de strijdkrachten van sommige Slavische staten. Daarnaast is het een historische militaire aanduiding.
In legerterminologie is een starsjyna gelijk aan een sergeant, de hoogste rang op compagnieniveau. Dit staat gelijk aan de rang NAVO OR-8. In maritieme terminologie is starsjyna een algemene term voor onderofficieren in de lagere en middenklasse, vergelijkbaar met een onderofficier.
Het woord is afkomstig uit het Russisch: (старший, geromaniseerd: starshij, 'ouder, meer senior'), (старый, geromaniseerd: staryj, 'oud').

## Kozakken Hetmanaat
Onder Kozakken in Oekraïne was starsjyna een verzamelwoord voor categorieën militaire officieren en staatsfunctionarissen. Het is afgeleid van de administratie in het Pools-Litouwse Gemenebest. Sharsjyna was onderverdeeld in:
- Algemeen onderofficier (Генеральна старшина), onder leiding van de Hetman (of kwartiermeester-generaal als waarnemend Hetman)
  - Kwartiermeester-generaal
  - Rechter-generaal
  - Secretaris-generaal
  - Adjudant-generaal
  - Penningmeester-generaal
  - Vaandrig-generaal
  - Boentsjoekgeneraal
- Regiments (polkova) starsjyna (Полкова старшина) – Regimentssergeant-majoor onder leiding van een kolonel (polkovnik)
  - Regiments obozni (kwartiermeester) (Полковий обозний) – eerste plaatsvervangend kolonel. Hij had de leiding over artillerie en vestingwerken. Bij afwezigheid van een kolonel verving hij hem, maar hij was niet bevoegd om universele bevelen uit te vaardigen. Dit is in tegenstelling tot de bevelvoerende kolonel.
  - Regimentsrechter (Полковий суддя) – had de leiding over een burgerlijke rechtbank in het gemeentehuis (ratoesja)
  - Regiments osavoel (Полковий осавул) – de regimentsofficier was een vertegenwoordiger van het militaire en civiele bestuur van het regiment
  - Regiments choroenzjy (Полковий хорунжий) – De regimentshoornblazer was een vertegenwoordiger van het militaire en civiele bestuur van het regiment en was verantwoordelijk voor het houden van de banier (choroehva, хоругва).
  - Regimentskanselier (Полковий писар) – secretarissen bij de ratoesja. De een was verantwoordelijk voor militaire zaken, de ander voor civiele zaken
- Starsjyna van honderd (Sotenna) - onder leiding van een sotnik (honderdman)
  - Sotenny otaman (Сотенний отаман) – de plaatsvervangende sotnik, implementeerde de taken van een obozni en een rechter op sotnik-niveau
  - Sotenny osavoel (Сотенний осавул) – assistant sotnik in militaire zaken
  - Sotenny choroenzjy (Сотенний хорунжий) – onder leiding van de sotnias-vlaggen
  - Sotenny kanselier (Сотенний писар) – een secretaris
- Junior starsjyna (Молодша старшина) – onder leiding van een otaman

Na de Chmelnytskyopstand, werd het ook geassocieerd met de Oekraïense adel die voortkwam uit het officierschap en de Hetman.

## Rusland

### Keizerlijk Rusland
Later, in de Tsaardom Rusland en Keizerrijk Rusland, was een volostnoy starsjyna de chef van een volost (een landelijke administratieve eenheid), die verantwoordelijk was voor de verdeling van belastingen, het oplossen van conflicten binnen obsjtsjina (communes), het verdelen van gemeenschapsgronden en militaire dienstplicht. De rang van Voiskovoi starsjyna (Войсковой старшина), de starsjyna van het Kozakkenlegioen, werd in 1826 geïntroduceerd in de rangen van het keizerlijke leger, als het equivalent van een luitenant-kolonel in de Kozakken cavalerie.

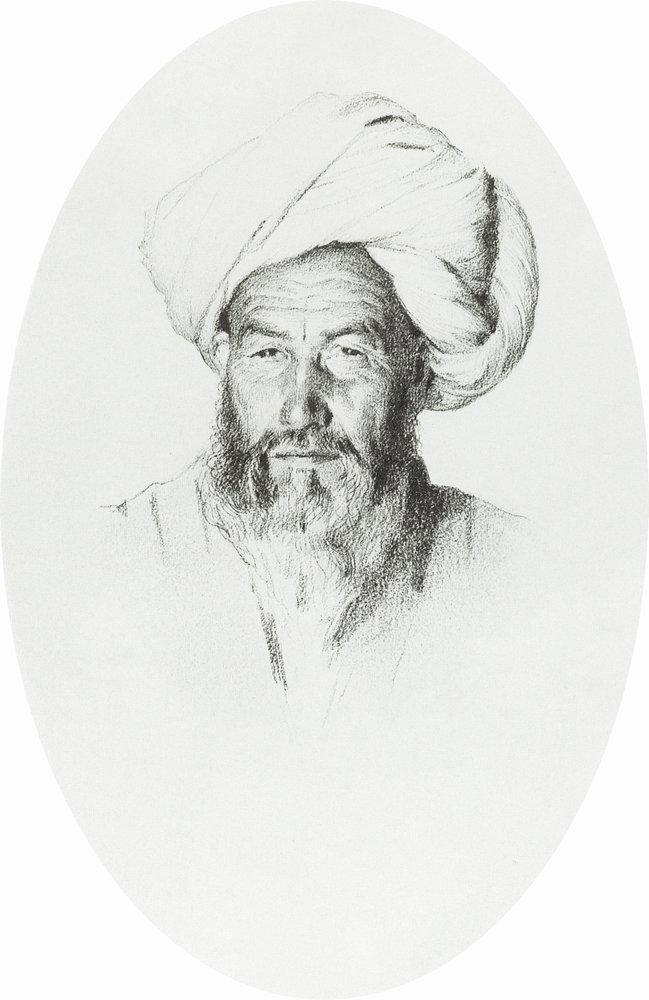
Oezkek, starsjyna (аксакал) dorp Chodshagent (ru: Ходжагент), 1868, tekening door Vasili Veresjtsjagin
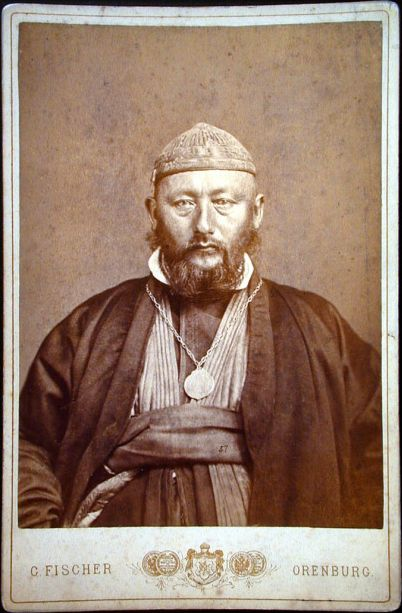
Bashkirs-starsjyna met starsjyna-insignes (medailles), Orenburg, 1892

### Sovjet-Unie en Russische Federatie
Het woord starsjyna kreeg zijn moderne betekenis in het Rode Leger en is een vervanging van de functionele titels (zoals "Brigadecommandant" of "Assistent-pelotonleider") die aanvankelijk door die kracht werden gebruikt - het woord betekent letterlijk "senior". De meeste functionele titels in het Rode Leger werden in 1942 afgeschaft, maar starsjyna bleef. Starsjyna was de hoogste onderofficier rang in het Sovjetleger tot de herinvoering van de keizerlijke rang van Praporsjtsjik in 1972.
In de Sovjet-marine werd de term starsjyna tussen 1940 en 1943 geïntroduceerd als een term die gelijk is aan "onderofficier" voor elke aangeworven zeeman boven matroos 1e klasse. Er was ook een rang gecreëerd die gelijk was aan de starsjyna in het leger: Glavny starsjyna van het schip (Chef Onderofficier van het schip), dit is de marine-rang afgebeeld in de onderstaande tabellen.

#### Insignes in het Rode Leger (1919-1946) en de Sovjet-strijdkrachten (1946-1991)
|             |                           |                           |                           |                                |                                    |                           |                                                                                   |                    |                    |                                               |
|             |                           |                           |                           |                                |                                    |                           |                                                                                   |                    |                    |                                               |
| (1919–1924) | kraag insigne (1924–1935) | kraag insigne (1935–1940) | kraag insigne (1941–1943) | technische troepen (1943–1946) | Grond gevechts troepen (1943–1955) | Grond troepen (1955–1963) | Sovjet luchtmacht, lucht landings troepen, lucht verdedigings troepen (1955–1963) | Marine (1924–1940) | Marine (1955–1963) | Luchtmacht, lucht landings troepen(1963–1994) |

#### Insignes in de Russische Federatie
| Russische Federatie                                                     |                                             |                             | |                      |                                                |                                                                                                  |                                            |               |
|                                                                         |                                             |                             | |                      |                                                |                                                                                                  |                                            |               |
| Strategische troepen, Lucht landings troepen (dienstkleding)(1994–2010) | Grond troepen (service kleding) (1994–2010) | Marine (uniform)(1994–2010) | Luchtmacht en lucht landings troepen kursant ("kadet") met rang van Starsjyna (kledinguniform)(1994–2011) | Veldjurk (1994–2010) | Luchtmacht, lucht landings troepen (2011–2015) | Interne troepen (1995–2016) Ministerie van Noodsituaties (Rusland) (brandweerlieden) (1995–2001) | Militsiya, politie, enkele interne troepen | Marine (2010) |

## Insignes

Старшына Staršyna (Wit-Russische grondtroepen)
Старшина Starshyna (Bulgaarse landmacht)
Старшина Starşina (Kirgizische leger)
Старшина́ Starshyná (Russische grondtroepen)
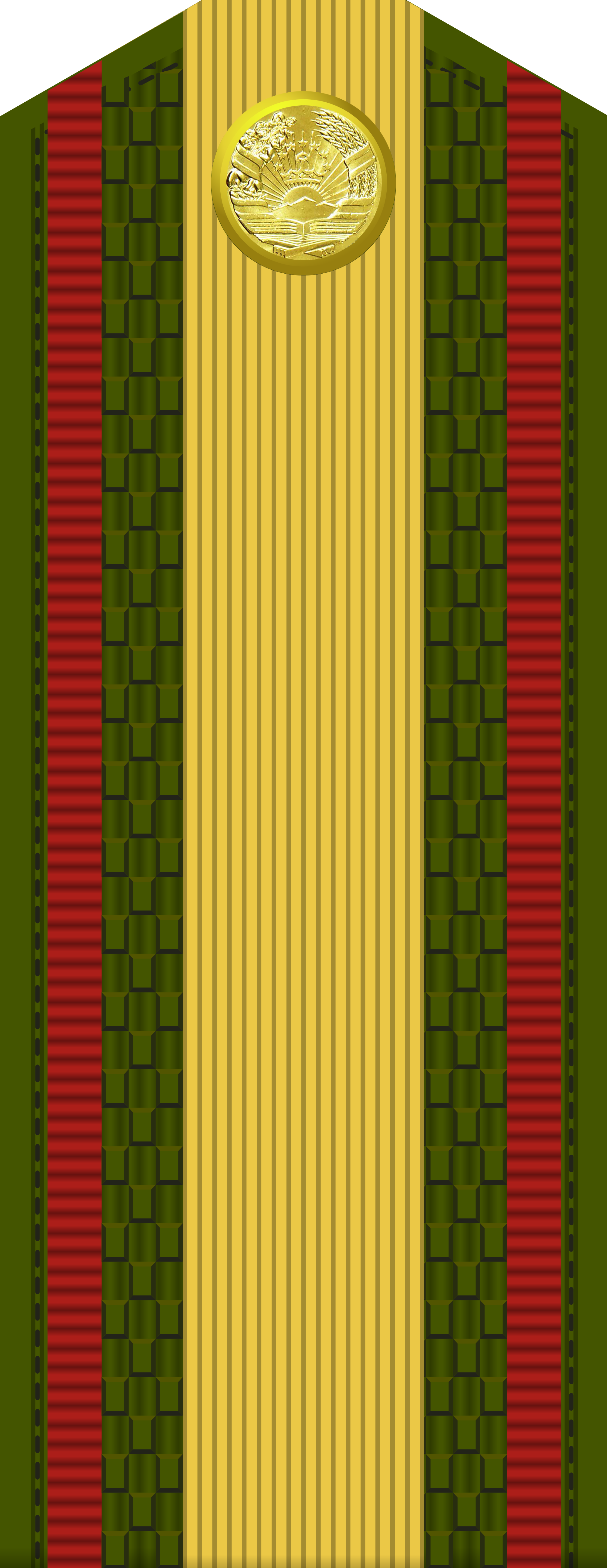
Старшина Starshyna (Tadzjiekse grondtroepen)
Starşina (Turkmeense grondtroepen)

- Старшына
Staršyna
(Wit-Russische grondtroepen)[1]
- Старшина
Starshyna
(Bulgaarse landmacht)[2]
- Старшина
Starşina
(Kirgizische leger)[3]
- Старшина́
Starshyná
(Russische grondtroepen)[4]
- Старшина
Starshyna
(Tadzjiekse grondtroepen)[5]
- Starşina
(Turkmeense grondtroepen)[6]

### Taalvarianten
In sommige voormalige communistische staten wordt de rang "ouder" gebruikt met de lokale taalvarianten.

ԱՎԱԳ Avag (Armeense grondtroepen)
Aхлагч Akhlagch (Mongoolse grondtroepen)

- ԱՎԱԳ
Avag
(Armeense grondtroepen)[7]
- Aхлагч
Akhlagch
(Mongoolse grondtroepen)[8]

## Marine varianten
- Glavny starsjyna van het schip
- Glavny starsjyna
- Starsjyna 1st stage
- Starsjyna 2nd stage